# تاریخ سکسوالیته
تاریخ سکسوالیته (به فرانسوی: Histoire de la sexualité) کتابی از میشل فوکو، فیلسوف فرانسوی است. فوکو در این کتاب به واکاوی تاریخی جنسیت پرداخته و چگونگی سانسور و سرکوب آن را تا به امروز مورد تحلیل قرار داده است.
این کتاب در سه جلد از ۱۹۷۶ تا ۱۹۸۴ نوشته شده و انتشارات گالیمار جلد اول کتاب را با عنوان اراده به دانستن در ۱۹۷۶ و جلدهای دوم و سوم آن (کاربرد لذت‌ها و مراقبت از خود) را در سال ۱۹۸۴ منتشر کرد. جلد چهارم کتاب، اعترافات شهوت، در سال ۲۰۱۸ به چاپ رسید.
کتاب کاربرد لذت توسط نیما حیاتی مهر به فارسی ترجمه شده و توسط نشر شدت به چاپ رسیده است.
جلد سوم از تاریخ جنسیت، کتاب مراقبت از خود توسط نیما حیاتی مهر به فارسی ترجمه شده و توسط نشر شدت به چاپ رسیده است.
جلد چهارم از تاریخ جنسیت، کتاب اعترافات شهوت توسط نیما حیاتی مهر به فارسی ترجمه شده و توسط نشر شدت به چاپ رسیده است.
در این کتاب میشل فوکو نقش جنسیت را در یونان باستان مورد بررسی قرار می دهد. در این کتاب فوکو روشی را بررسی می کند که در آن «فعالیت جنسی توسط فیلسوفان و پزشکان در جوامع یونان باستان در قرن چهارم پیش از میلاد مسئله سازی شد.»